# Every Time
Singles de Janet Jackson
You
(1998) Doesn't Really Matter
(2001)
"Every Time" est une chanson de Janet Jackson, issue de son sixième album studio, The Velvet Rope (1997). Il s'agit du dernier single de cet album. Janet Jackson l'a interprété lors des premières dates du Velvet Rope Tour.

## Clip vidéo
- Première diffusion : Novembre 1998
- Réalisé par Matthew Rolston
- Tourné aux thermes de Vals dans le village de Vals dans le canton des Grisons en Suisse

Dans ce clip, Janet Jackson est partiellement nue et porte des lentilles de contact bleues. Des jeux d'ombres et des mouvements de caméra permettent de ne pas expliciter sa nudité. Tout au long de la vidéo, Janet Jackson est dans l'eau. Ce clip a été peu diffusé aux États-Unis. Il figure sur le DVD From janet. to Damita Jo: The Videos.

## Supports
UK promo CD single (VSCDJ1720)
1. "Every Time" (Album Version) – 4:17

UK CD single (VSCDT1720)
1. "Every Time" (Album Version) – 4:17
2. "Every Time" (Jam & Lewis Disco Remix) – 4:10
3. "Accept Me" – 4:07

U.S. promo CD single (DPRO-13637)
1. "Every Time" (Album Version) – 4:17
2. "Every Time" (Call Out Hook) – 0:21

European 12" single (VST1720)
1. "Every Time" (Album Version) – 4:17
2. "Every Time" (Jam & Lewis Disco Remix) – 4:10
3. "Every Time" (Jam & Lewis Disco Remix Instrumental) – 4:10

Japanese CD single (VJCP-12093)
1. "Every Time" (Album Version) – 4:17
2. "I Get Lonely" (Jason's Special Sauce Dub) – 6:44
3. "I Get Lonely" (The Jason Nevins Radio Remix) – 3:13

## Classements
| Chart (1998/1999)                             | Meilleur classement |
| --------------------------------------------- | ------------------- |
| Australian Singles Chart                      | 52                  |
| Dutch Top 40                                  | 29                  |
| French Singles Chart                          | 95                  |
| German Singles Chart                          | 67                  |
| New Zealand Singles Chart                     | 34                  |
| UK Singles Chart                              | 46                  |
| U.S. Billboard Bubbling Under Hot 100 Singles | 25                  |